# Lezginere
Lezginere er en af nationaliteterne i Republikken Dagestan, i Kaukasus i Den Russiske Føderation, samt det nordøstlige Aserbajdsjan. Lezgineres sprog tilhører den nordøstlige-kaukasiske sprog, sproget er beslægtet med avarisk og længere ude tjetjensk. Ifølge folketællingen fra 2010 boede der 473.722 i Rusland. Ifølge Ethnologue fandtes der i alt 789.520 lezginsk talende i 2010.
Flertallet af lezginere er sunnimuslimer.